# Brexpiprazole
El brexpiprazole és un medicament antipsicòtic atípic utilitzat per al tractament del trastorn depressiu major, l'esquizofrènia i l'agitació associada amb la demència a causa de la malaltia d'Alzheimer.
Els efectes secundaris més comuns inclouen l'acatísia (una necessitat constant de moure's) i l'augment de pes. Els efectes secundaris més comuns entre les persones amb agitació associada amb la demència a causa de la malaltia d'Alzheimer inclouen mal de cap, marejos, infecció del tracte urinari, nasofaringitis i trastorns del son (tant somnolència com insomni).
El brexpiprazole va ser desenvolupat per Otsuka i Lundbeck, i es considera un successor de l'aripiprazole (Abilify). Va ser aprovat per a ús mèdic als Estats Units el juliol de 2015. El brexpiprazole és el primer tractament aprovat per la Food and Drug Administration (FDA) dels EUA per a l'agitació associada a la demència deguda a la malaltia d'Alzheimer. A Espanya està comercialitzat com a Rxulti.